# Visual Basic .NET
Visual Basic .NET (Abk. VB.NET) ist eine Programmiersprache von Microsoft, die auf dem .NET Framework aufbaut. Sie wurde 2002 publiziert und ist keine einfache Weiterentwicklung des Vorgängers Visual Basic 6, sondern wurde in weiten Teilen neu konzipiert. Die Sprache wird allerdings von Microsoft seit Version 8 offiziell wieder nur als Visual Basic bezeichnet.
Visual Basic .NET produziert einen Zwischencode für eine von Microsoft entwickelte virtuelle Maschine, die Common Language Runtime (CLR). Diese Maschine ist im .NET Framework enthalten.
Der Zwischencode wird erst zur Laufzeit in Maschinencode übersetzt, durch diese Zwischenstufe der virtuellen Maschine bleibt sie mit anderen .NET-Sprachen interoperabel, zur Ausführung wird jedoch das .NET Framework benötigt.
Visual Basic .NET unterstützt die objektorientierte Programmierung vollständig und verfügt über eine Ausnahmebehandlung, wie sie auch aus anderen Programmiersprachen wie Java oder C++ bekannt ist.

## Geschichte
Um die Jahrtausendwende hatte Visual Basic seinen ursprünglichen Vorteil gegenüber anderen Programmiersprachen, einfach eine graphische Oberfläche zu erstellen, eingebüßt. Viele andere Hochsprachen boten nun ebenfalls die Möglichkeiten, einfach Windows-Benutzeroberflächen zu erstellen, zum Beispiel C++ mit den Microsoft Foundation Classes (MFC). Darüber hinaus hatte sich Visual Basic inzwischen zu einem komplexen und eher inhomogenen Produkt entwickelt, dessen Wartung und Verbesserung zunehmend schwieriger wurde. Wohl aus diesen Gründen stoppte Microsoft die Weiterentwicklung dieses Produktes (trotz des kommerziellen Erfolgs und des Protestes vieler VB-Programmierer) und integrierte die Programmiersprache Visual Basic in die hauseigene .Net-Framework-Architektur. Dabei wurde die Sprache zu einem hohen Grad verändert, um den Ansprüchen an eine .NET-Sprache zu genügen. Hierdurch wurde die vollständige Objektorientierung sowie die Übersetzung in die Common Intermediate Language ermöglicht.

### 2002–2005: Visual Basic .NET
Mit Visual Studio .NET erschien 2002 erstmals eine Visual Studio Version, die auf dem .Net-Framework aufbaute und somit Visual Basic .NET unterstützte. Durch das Propagieren der zu diesem Zeitpunkt noch recht jungen .NET-Technologie und die Namensbezeichnung „Visual Studio .NET“ wurde bei den Kunden jedoch der Eindruck erweckt, es handle sich um ein Produkt ausschließlich für diese Plattform. Dies hatte zur Folge, dass viele Entwickler und Unternehmen zurückhaltend weiterhin Visual Studio mit dem klassischen Visual Basic verwendeten.
Das erste Update auf Visual Basic 7.1 bzw. .NET-Framework 1.1 (build 4322) sowie „Visual Studio .NET 2003“ brachte nur kleinere Änderungen, was sich im „kleinen“ Versionssprung widerspiegelt. Etwa kann ab Visual Basic 7.1 eine Zählervariable im Kopf einer For-Schleife deklariert werden. Außerdem wurde die Unterstützung für mobile Geräte hinzugefügt. Auf diesen dient nicht das .NET-Framework 1.1 als Laufzeitumgebung, sondern das „.NET Compact Framework 1.0“.

### 2005–2007: Visual Basic 8 und 9
Im November 2005 erfolgte der erste große Versionssprung des .NET-Frameworks und des .NET-Compact-Frameworks auf Version 2.0, begleitet von der Veröffentlichung des neuen Visual Basic 8 als Teil von „Visual Studio 2005“ (das „.NET“ ist aus dem Namen entfallen). Mit dieser Version wurden einige Restrukturierungen an der .NET-Laufzeitbibliothek vorgenommen. Am auffälligsten ist die Unterstützung der generischen Programmierung, die den aus C++ bekannten Templates ähnelt. Viele Schnittstellen und Attribute der Laufzeitbibliothek sind auch als generische Implementation verfügbar. Weiter ist ab der Version 2005 eine kostenlose, im Leistungsumfang eingeschränkte Express Edition von Visual Basic .NET verfügbar.
Mit Visual Basic 8 wurde der Operator IsNot eingeführt, der Aufsehen erlangte, da diese Erfindung zum Patent anmeldet wurde. Eine andere Neuerung ist der My-Namensraum, der unterschiedliche systemabhängige Funktionen in einer für den Programmierer übersichtlichen Weise darstellt, etwa den Zugriff auf Computerkomponenten, die Windows-Registrierungsdatenbank oder Informationen über das Betriebssystem und den aktuellen Benutzer.
2007 wurde parallel zur Veröffentlichung von Windows Vista die neue Visual Basic-Version 9 bzw. das „Visual Studio 2008“ veröffentlicht. Die größte sprachliche Änderung ist wohl die Unterstützung der neuen .NET-Komponente LINQ. Visual Basic 9 basiert auf dem mit Windows Vista ausgelieferten und für Windows XP erhältlichen .NET Framework 3.0 (vormals WinFX). Der wohl bedeutendste Bestandteil des Versionsupdates ist die Windows Presentation Foundation, die nicht nur Windows Forms, sondern auch das Windows-interne Grafiksubsystem GDI ablöst.
Seit November 2007 basieren alle Visual Studio 2008-Versionen auf dem .NET Framework 3.5, mit dem die folgenden Technologien eingeführt bzw. erweitert wurden: Language Integrated Query (LINQ), neue Compiler für C#, Visual Basic und C++, ASP.NET mit AJAX, ADO.NET Entity Framework, Datenanbieterunterstützung für SQL Server 2008, Unterstützung für .NET Framework Client Profile u. a.

### 2010–2019: Visual Basic 10 bis 16
Visual Basic 10 wurde 2010 zusammen mit Visual Studio 2010 veröffentlicht und brachte kleinere Änderungen mit sich. Dazu zählen automatisch implementierte Eigenschaften, Sammlungsinitialisierer, implizite Zeilenfortsetzung, dynamisch generische Co/Contra-Varianzen und ein globaler Namespace-Zugriff.
Im Jahr 2012 wurden Visual Basic 11 und Visual Studio 2012 veröffentlicht. Dabei führte die neue Version die Schlüsselwörter async und await, Iteratoren und "caller info"-Attribute ein.
Der Release von Visual Studio 2013 im Jahr 2013 brachte auch die Version 12 von Visual Basic mit sich. Wichtigste Neuerung war hier die Technologievorschau auf die .NET-Compiler-Plattform ("Roslyn").
Visual Basic 13 und 14 wurden im Jahr 2015 mit Visual Studio 2015 veröffentlicht. Die Version 14 erweiterte die Visual Basic Programmiersprache um den Operator ?., den NameOf Operator, String-Interpolation und Multiline-Strings.
2017 wurde durch den Release von Visual Studio 2017 auch Visual Basic 15 eingeführt. Neue Features in dieser Version sind die Einführung von Tupels und der erweiterte Support für C#-Return-Werte.
Die aktuellste Version von Visual Studio, Visual Studio 2019, wurde 2019 gemeinsam mit Visual Basic 16 veröffentlicht. Fokussiert wurde sich dabei auf mehr Funktionen der Visual Basic Runtime (microsoft.visualbasic.dll) für .NET Core. Außerdem ist Visual Basic 16 die erste Version von Visual Basic, die auf den .NET Core ausgerichtet ist.

## Eigenschaften

### Windows-Anwendungen
Für die Entwicklung von Windows-Anwendungen wird Windows Forms benutzt. Hierbei handelt es sich um ein ereignisorientiertes Programmiermodell, bei dem entsprechende Ereignis-Prozeduren aufgerufen werden, wenn das Betriebssystem eine bestimmte Benutzeraktion, wie z. B. das Betätigen einer Schaltfläche, meldet.
Im Gegensatz zu Visual Basic 6 werden Windows Forms nicht in einem speziellen Format gespeichert, sondern wie normale Klassen erstellt und benutzt, die von einer entsprechenden Basisklasse (meist System.Windows.Forms.Form) abgeleitet werden.
Bei der Instanziierung einer solchen Klasse werden im Konstruktor die Objekte erzeugt, die innerhalb des Fensters dargestellt werden sollen. Dieses Modell wird auch in der Programmiersprache Java benutzt.
Moderne Entwicklungsumgebungen ermöglichen die visuelle Erstellung von Formularen, wobei der für den Konstruktor notwendige Code von der Entwicklungsumgebung erzeugt wird.

### Web-Anwendungen
Für die Entwicklung von Web-Anwendungen wird ASP.NET benutzt. Hierbei erfolgt eine Trennung zwischen der Darstellung der Webseite und dem auszuführenden Code, der sich in einer VB.NET-Klasse befindet. Dies hat den Vorteil, dass der von ASP bekannte Spaghetticode, der gerade die Wartung größerer Projekte erschwert, vermieden wird.
Für die Ausführung von ASP.NET-Anwendungen wird der IIS von Microsoft oder der Apache HTTP Server mit dem mod_mono-Modul benötigt.
ASP.NET ermöglicht auch die Entwicklung von Webservices. Die für die Publizierung von Webservices benötigten Informationen werden von der Entwicklungsumgebung auf Basis von Attributen, die der Programmierer in das Programm einfügt, generiert.
Für den Zugriff auf einen Webservice kann von der Entwicklungsumgebung auf Anforderung eine Klasse generiert werden, die den Zugriff auf die Methoden des Webservices kapseln.

### Besonderheiten gegenüber anderen .NET-Sprachen
Als .NET-Sprache unterliegt Visual Basic .NET den Vor- und Nachteilen dieser Plattform. Visual Basic Classic machte viele kleinere Dinge anders als andere Sprachen. Aus Gründen der Abwärtskompatibilität sind viele dieser Punkte als „Altlasten“ in Visual Basic .NET enthalten. Einige Beispiele:
- Üblicherweise entspricht der in eine Zahl konvertierte logische Wert Falsch bzw. False dem Wert 0, Wahr oder True wird als 1 interpretiert. Visual Basic Classic verwendet für True jedoch den Wert −1 (alle Bits auf 1). Diese Konvention erlaubte es, nicht zwischen einem logischen und einem binären Not-Operator unterscheiden zu müssen. Daher ergibt auch in Visual Basic .NET die Konvertierungen CInt(True) oder CType(True, Int32) noch immer den Wert −1, auch wenn VB.NET inzwischen intern auch mit 0 und 1 arbeitet. Der Aufruf der .NET Framework-Methode Convert.ToInt32(True) evaluiert hingegen auf 1. Die .NET Runtime schaut übrigens 0 als False an, alles andere als True.
- In den meisten Programmiersprachen ist die Größe in einer Arraydeklaration die Anzahl Einträge, also z. B. int a[5]; deklariert ein Array mit 5 Elementen (in .NET standardmäßig Index 0 bis 4). In VB.NET deklariert Dim a(5) As Integer ein Array mit höchstem Index 5, somit also ein Array mit 6 Elementen (Index 0 bis 5), um abwärtskompatibel zur VB Classic Syntax Dim a([lowerBound To] upperBound) zu bleiben.
- Sprachunterstützung für XML, z. B. für Literals oder für das Abfragen und Erstellen von neuen Elementen
- VB.NET ist tolerant bei der Initialisierung von Feldern, sie dürfen Referenzen auf die eigenen Instanz oder andere Felder benutzen
- VB.NET unterstützt Inner-Interfaces und Inner-Klassen in Interfaces. Dieses Verfahren erlaubt es, weitere Versionen eines Interfaces zu erstellen. Der Konsument des Interfaces erhält durch IntelliSense beim Implementieren der ursprünglichen Version den visuellen Hinweis, dass hier noch weitere Versionen vorhanden sind und kann die entsprechende auswählen.
- VB.NET braucht keine Unterscheidung zwischen out- und byRef-Parametern
- VB.NET erlaubt das Überschreiben der Iterationsvariable
- VB.NET erlaubt das Verwenden von byRef in ExtensionMethods, was es erlaubt, die Originalinstanz zu initialisieren oder zu ersetzen.
- VB.NET hat mehr Linq-Schlüsselwörter als andere Sprachen, so kann z. B. das Schlüsselwort Distinct verwendet werden anstelle des Aufrufs der gleichnamigen Extensionmethod, und falls der Output vom gleichen Typ ist wie der Input, so kann das Select weggelassen werden. Dies macht Linq-Ausdrücke in der Regel kürzer und somit besser lesbar.

### Unterschiede zu Visual Basic Classic
Bis auf die Sprachsyntax ist Visual Basic .NET nicht mit den vorherigen Visual-Basic-Versionen vergleichbar. Als vollwertige .NET-Sprache ist VB.NET vollständig objektorientiert und der Quellcode wird in die Common Intermediate Language übersetzt, nicht in nativen Win32-Code. Dieser Code wird zur Laufzeit in Maschinencode umgesetzt und kann hierdurch an die aktuelle Plattform angepasst werden.
Die Umstellung auf die .NET-Technologie brachte neben diesen Änderungen im Hintergrund auch Änderungen für den Programmierer. Das .NET-Framework stellt zahlreiche Funktionsbibliotheken zur Verfügung, z. B. für Dateizugriffe oder zum Lesen und Schreiben von XML-Dateien. Am wichtigsten waren zum Zeitpunkt der Einführung von VB.NET die Windows Forms, die das veraltete Thunder-Forms-System der vorherigen Versionen zur Erstellung von Benutzeroberflächen ablöst. Der augenscheinlichste Unterschied der Windows Forms gegenüber den Thunder Forms ist die Tatsache, dass kein spezielles Dateiformat mehr zur Speicherung verwendet wird, sondern die Formulare als Klassen durch Code erstellt werden. Dabei wird der Konstruktor der Fensterklasse verwendet, um die ebenfalls durch Klassen repräsentierten Steuerelemente zu erstellen. Moderne Integrierte Entwicklungsumgebungen ermöglichen die visuelle Erstellung von Formularen, wobei der für den Konstruktor der Fensterklasse notwendige Code von der Entwicklungsumgebung erzeugt wird. Des Weiteren lassen sich mit Visual Basic .NET im Gegensatz zu Visual Basic 6 auch Web-Anwendungen erstellen. Mit Einführung des .NET-Frameworks wurde Web Forms, eine GUI-Bibliothek für die ASP.NET-Umgebung, zur Verfügung gestellt.
Neben diesen Vorteilen bringt die Umstellung allerdings auch einige Probleme mit sich. Da VB.NET nicht die Visual Basic 6-Funktionsbibliothek, sondern das .NET-Framework verwendet, kann ein Visual-Basic-Classic-Codeprojekt nur mit großem Aufwand auf die neue Version migriert werden. Microsoft lieferte zwar mit seiner Entwicklungsumgebung Visual Studio bis zur Version 2008 einen sogenannten Migrationsassistenten mit. Dieser wandelt die Codestruktur meist korrekt um und beherrscht bis auf wenige Spezialfälle die Konvertierung von Thunder Forms nach Windows Forms, hat aber zum Beispiel starke Probleme mit Grafikprogrammierung, da die verwendeten Grafiksysteme von Visual Basic Classic (GDI, in Thunder-Forms-Steuerelementen gekapselt) und Visual Basic .NET (GDI+) praktisch inkompatibel zueinander sind. Zur besseren Portierung gibt es von Microsoft neben dem Migrationsassistenten eine Funktionssammlung im .NET-Framework (im Microsoft.VisualBasic-Namensraum), die einige wichtige Visual-Basic-Classic-Funktionen unter .NET zur Verfügung stellt. Bestehende COM-Komponenten können ohne Einschränkungen weiterbenutzt werden. Neben dem Problem der Inkompatibilität bedeutete der Verlust der „Edit and Continue“-Funktion in Visual Studio .NET einen großen entwicklungstechnischen Rückschritt, so konnte man im Gegensatz zu Visual Basic 6 den Code im Debug Modus nicht mehr ändern und die Ausführung ohne Unterbrechung weiterlaufen lassen. Diese Funktion wurde mit Visual Basic 2005 jedoch wieder eingeführt.
In Visual Basic .NET kann man, anders als in Visual Basic Classic, auch dann Programme erstellen, wenn man keine Entwicklungsumgebung erworben hat. Der Namensraum System.Reflection.Emit stellt Funktionen bereit, um von einer eigenen Anwendung heraus kompilieren zu können, zudem gibt es einen Kommandozeilencompiler namens vbc.exe.

## Beispiel

### Hallo-Welt-Beispiel
Der folgende Quelltext stellt ein einfaches Visual-Basic-Programm dar, das die Meldung „Hallo Welt!“ auf der Standardausgabe ausgibt, welche in der Regel ein Befehlsfenster (Konsole) ist.
```
Public
 
Class
 
Program

   
Public
 
Shared
 
Sub
 
Main
()

     
Console
.
WriteLine
(
"Hallo Welt!"
)

   
End
 
Sub

End
 
Class

```

Erläuterungen:
Bei diesem Programm handelt es sich um eine einfache Konsolenanwendung, die aus einer einzigen Klasse besteht. In diesem Fall enthält die Klasse nur die statische Main()-Methode – in der VB-Nomenklatur ein shared sub –, die für gewöhnlich beim Start in jeder Anwendung einmal als erstes aufgerufen wird.
Die Ausgabeanweisung Console.WriteLine stammt aus der .NET-Klassenbibliothek und ermöglicht die Ausgabe auf der Standardausgabe, wobei die Ausgabe mit einem Zeilenumbruch abgeschlossen wird.

### Einfache MessageBox
```
Imports
 
System.Windows.Forms

Private
 
Class
 
Program

  
Public
 
Shared
 
Sub
 
Main
()

    
MessageBox
.
Show
(
"Text"
,
 
"Titel"
,
 
MessageBoxButtons
.
OK
,
 
MessageBoxIcon
.
Hand
)

  
End
 
Sub

End
 
Class

```

### FileStream-Beispiel
```
Imports
 
System.IO

Imports
 
System.Text

Private
 
Class
 
Program

  
Public
 
Shared
 
Sub
 
Main
()

    
' Text, der in die Datei geschrieben wird

    
Const
 
textToWrite
 
As
 
String
 
=
 
"Hallo Welt"

    
Const
 
fileName
 
As
 
String
 
=
 
"dateiname.txt"

    
' Datei "dateiname.txt" wird erstellt oder überschrieben

    
Using
 
stream
 
As
 
New
 
FileStream
(
fileName
,
 
FileMode
.
Create
,
 
FileAccess
.
Write
)

      
' Der Text wird UTF8-kodiert in die Datei geschrieben

      
Dim
 
data
 
As
 
Byte
()
 
=
 
Encoding
.
UTF8
.
GetBytes
(
textToWrite
)

      
stream
.
Write
(
data
,
 
0
,
 
data
.
Length
)

    
End
 
Using
 
'Datei wird geschlossen.

  
End
 
Sub

End
 
Class

```

### Networking-Beispiel
Basierend auf Visual Basic 14 mit String-Interpolation (Visual Studio 2015):
```
Imports
 
System.Console

Imports
 
System.Text

Imports
 
System.Net

Imports
 
System.Net.Sockets

''' <summary>

''' Beispielprogramm: Socketverbindung

''' </summary>

''' <remarks>Für weitere Details siehe <see cref="System.Net.Sockets.Socket"/>.</remarks>

Class
 
Program

  
''' <summary>

  
''' Einstiegspunkt

  
''' </summary>

  
Public
 
Shared
 
Sub
 
Main
()

    
' Daten, die gesendet werden

    
Const
 
textToSend
 
As
 
String
 
=
 
"Hallo Welt"

    
' Endpunkt, zu dem verbunden wird

    
Const
 
localhost
 
As
 
String
 
=
 
"127.0.0.1"

    
Const
 
port
 
As
 
Integer
 
=
 
80

    
Dim
 
data
 
As
 
Byte
()
 
=
 
Encoding
.
UTF8
.
GetBytes
(
textToSend
)

    
Dim
 
ip
 
As
 
IPAddress
 
=
 
IPAddress
.
Parse
(
localhost
)

    
Dim
 
ipEndPoint
 
As
 
New
 
IPEndPoint
(
ip
,
 
port
)

    
' Socket, das verwendet wird

    
Using
 
socket
 
As
 
New
 
Socket
(
AddressFamily
.
InterNetwork
,
 
SocketType
.
Stream
,
 
ProtocolType
.
Tcp
)

      
socket
.
Connect
(
ipEndPoint
)

      
' Es wird zum Endpunkt verbunden

      
Dim
 
byteCount
 
As
 
Integer
 
=
 
socket
.
Send
(
data
,
 
SocketFlags
.
None
)

      
' Daten werden gesendet

      
WriteLine
(
$
"Es wurden {byteCount} Bytes gesendet"
)

      
Dim
 
buffer
 
As
 
Byte
()
 
=
 
New
 
Byte
(
255
)
 
{}

      
' Puffer für die zu empfangenen Daten

      
byteCount
 
=
 
socket
.
Receive
(
buffer
,
 
SocketFlags
.
None
)

      
' Daten werden empfangen

      
' Wenn eine Antwort erhalten wurde, diese ausgeben

      
If
 
byteCount
 
>
 
0
 
Then

        
WriteLine
(
$
"Es wurden {byteCount} Bytes empfangen"
)

        
Dim
 
answer
 
As
 
String
 
=
 
Encoding
.
UTF8
.
GetString
(
buffer
)

        
WriteLine
(
$
"Empfangene Daten: {answer}"
)

      
End
 
If

    
End
 
Using
  
' Verbindung wird geschlossen.

  
End
 
Sub

End
 
Class

```

## Entwicklungsumgebungen
Die am häufigsten eingesetzte IDE ist Visual Studio, das Visual Basic vollumfänglich unterstützt. SharpDevelop bis zur Version 4 (kurz: #develop) und mit deutlichen Abstrichen auch MonoDevelop, die Entwicklungsumgebung des Mono-Projektes, können ebenfalls verwendet werden.
Mit dem in .NET enthaltenen Kommandozeilentool vbc.exe können Visual-Basic-Dateien, mit msbuild.exe Visual-Basic-Projekte kompiliert werden.

## Rechtliche Aspekte
Visual Basic Classic ist, anders als viele moderne Hochsprachen, kein offener Standard, sondern proprietär und geistiges Eigentum von Microsoft. Mit Visual Basic .NET hat sich diese Bindung gelockert, da einige Teile der .NET-Infrastruktur durch die Ecma International standardisiert worden sind. Die Patentierung des in Visual Basic .NET 8 eingeführten IsNot-Operators war jedoch wieder ein Schritt in Richtung einer geschlossenen Umgebung.
Microsoft ist inzwischen an der Patentierung gescheitert. Auch hat Microsoft inzwischen – beginnend mit Roslyn und der 2014 gegründeten .NET Foundation – eine Open-Source-Strategie. Die Roslyn-Compiler-Umgebung (inkl. Compiler, Syntax Tree Analyzer, IL-Emitter u.v.m.) für VB.NET ist auch komplett in VB.NET geschrieben und Open Source (Apache 2.0 lizenziert).